# Benedito Zorzi
Benedito Zorzi (* 27. Mai 1908 in Nova Pádua, Rio Grande do Sul; † 2. Dezember 1988) war ein brasilianischer Geistlicher und römisch-katholischer Bischof von Caxias do Sul.

## Leben
Benedito Zorzi empfing am 30. November 1933 das Sakrament der Priesterweihe für das Bistum Caxias.
Papst Pius XII. ernannte ihn am 3. August 1946 zum Bischof von Ilhéus. Der Bischof von Pelotas, Antônio Zattera, spendete ihm am 30. November desselben Jahres die Bischofsweihe; Mitkonsekratoren waren der Bischof von Caxias, José Baréa, und der Prälat von Vacaria, Cândido Julio Bampi OFMCap.
Am 24. Juni 1952 wurde er zum Bischof von Caxias ernannt. Er nahm an allen vier Sitzungsperioden des Zweiten Vatikanischen Konzils als Konzilsvater teil. Dort beteiligte er sich unter anderem an den Diskussionen über die Entwürfe der Erklärung Dignitatis humanae. Er war besorgt, dass eine Erklärung über die Religionsfreiheit das Selbstverständnis der römisch-katholischen Kirche als der einzigen Kirche, die den Menschen den Weg zum Heil weist, verunklaren könne, und forderte stattdessen, „den Unterschied, der unabweisbar zwischen der wahren Religion und den übrigen religiösen Gruppen besteht, stärker zu betonen, damit nicht eine große Verwirrung aufkommt.“
Mit der Umbenennung des Bistums zum Bistum Caxias do Sul am 19. Oktober 1966 blieb Zorzi dessen Diözesanbischof.
Am 26. Mai 1983 nahm Papst Johannes Paul II. seinen Rücktritt an, einen Tag vor dem Erreichen der Altersgrenze für Bischöfe.